# Birgkögei
Die Reste der abgekommenen Burganlage Birgkögei (auch  Burgeck genannt) liegen in der Gemeinde Niedernsill im  Bezirk Zell am See von Salzburg.
Die Anlage befindet sich im Ortsteil Jesdorf auf einem Höhenrücken am rechten Ufer des Mühlbachs unterhalb des Bauerngutes Burgeck. Hier liegt ein dreifach trassierter Hügel, auf dessen erster Stufe eine vierseitige Anlage und ein Wall gefunden wurden. Das gemörtelte Steinmauerwerk lässt auf ein mittelalterliches Bauwerk schließen. In die Richtung zum Mühlbach wurden Reste einer Mauer von 25 Metern Länge gefunden. Ein Teil der Mauer dürfte in den Bach gerutscht sein. Gegen den Weiler Mühlbach hin war die Anlage durch Palisadenwälle geschützt. Neben mittelalterlichen Funden wurden auch Scherben aus der Bronzezeit gesichert.
Schriftliche Quellen, die über die Besitzergeschichte Auskunft geben könnten, wurden bislang nicht gefunden.